# 장세풍
장세풍(蔣世豊, 1922년 10월 6일 ~ 1950년 6월 26일)은 대한민국의 군인으로 한국 전쟁 초기 의정부 전투에서 전사했다.
평남 평양 출생으로 평양 숭실상업학교를 졸업하고 1947년 7월 1일 육군사관학교 제5기생으로 입교해 1948년 4월 6일 졸업과 함께 육군 소위로 임관하였다.
한국 전쟁이 발발할 당시 육군포병학교 제2교도대대 2포대장으로 재직 중이었으며 1950년 6월 26일 의정부 전투에서 북한군 전차가 발사한 포탄에 맞아 전사했다.
사후 1950년 12월 30일 을지무공훈장이 추서되고 육군 대위에서 육군 소령으로 1계급 특진이 추서되었다.